# JHOVE
JHOVE (JSTOR/Harvard Object Validation Enviroment) és un projecte desenvolupat per la Universitat Harvard amb fins de preservació digital, degut a la necessitat d'implementar un sistema que fos capaç de comprovar automàticament el tipus de format que es vol afegir a qualsevol dipòsit digital.
Un dels grans problemes relacionats amb la informació digital per les administracions públiques i empreses esta relacionat amb la preservació digital de la documentació i dades que tenen en custòdia, aquests son conscients que estan obligats a conservar part d'aquesta informació a llarg termini per la seva reutilització, per tant és necessari aplicar procediments tècnics que assegurin aquesta conversió i validesa a llarg termini, els passos d'un bon sistema de preservació digital haurien de complir les especificacions de la DTD  (Document Type Definition)
Aquesta problemàtica està parcialment resolta gràcies al fet que institucions (Universitat Harvard) i altres organismes (JSTOR) entre altres estan treballant per trobar solucions en la dificultat de conservar tota la informació digital que generen actualment, en aquest article s'indiquen alguns dels avanços tècnics en informàtica aconseguits per aquests orgnanismes.
Un format de fitxer és una manera particular de codificar informació per al seu emmagatzemament dins d'un arxiu informàtic en la correcta identificació dels formats dels fitxers que volem conservar, perquè aquest coneixement que ens ofereix institucions com la Universitat Harvard sobre els objectes que vulguem preservar serà fonamental utilitzar els diferents sistemes i tècniques desenvolupades per implementar bons sistemes de preservació digital en organitzacions públiques i privades.
Aquest article, esta desenvolupat en algunes de les eines de programari que ajuden a la validació de formats, concretament en l'eina anomenada jhove, el seu concepte deriva d'un marc extensible de software desenvolupat per la universitat d' Harvard que ofereix determinades funcions que son claus per la identificació específica de formats, amb la idea de poder validar i caracteritzar els objectes digitals en els processos que s'utilitzen en la gestió de la preservació digital.

## Definició específica
jhove es un programa modular i extensible formulat per la gestió dels formats digitals amb l'objectiu de la seva preservació, entre les seves funcions destaquem la identificació, validació i caracterització de formats proporcionant un llistat de xml.

## Història
El projecte jhove (JSTOR/Harvard Object Validation Enviroment) neix de la mà de la Universitat Harvard amb la col·laboració de JSTOR (sistema d'arxiu amb línea de publicacions acadèmiques) amb fins de preservació digital, la proposta anava enfocada al desenvolupament d'un sistema que fos capaç de comprovar automàticament el tipus de format en que esta codificat els diversos recursos que es van incorporant al dipòsit digital.
El programari jhove, creat per aquestes dues institucions esta estructurat en diferents fases:
1. Identificació del format del recurs
2. Validació del contingut, especificant si és correcta la identificació del format
3. Ens indica el nivell de conformitat
4. Per acabar obtenim la caracterització dels elements propis del format que s'ha incorporat en el dipòsit digital

## Característiques d'un reconeixedor d'objectes digitals
Alguns dels programaris (programari, en anglès) desenvolupats per la detecció de formats estan basats en la informació rebuda per alguns dels registres que existeixen actualment, aquestes aplicacions proporcionen una sèrie de funcions relacionades amb el protocol OAIS (reference model for an open archival information system) desenvolupat per la nasa.
Les característiques principals d'aquestes aplicacions són les següents:
- Identificar: a partir d'un fitxer ens indiquen el tipus de format digital que correspon
- Validar: amb la informació captada d'aquest recurs i les seves metadades identificades el programari és capaç de verificar la correcte especificació dels elements analitzats.
- Caracteritzar: aquesta funció correspon a les dades tècniques descriptives que son necessàries per identificar les propietats de l'objecte digital.
- Normalitzar: és la conversió del fitxer analitzat, a un altre format acceptat per l'organització que esta realitzant la preservació dels recursos que te en custòdia.

Alguns dels programaris més coneguts per aquest objectiu concret son:
- DROID:[5](Digital Record Object identification)
- Jhove[6] (Jstor/Harvard Object Validation Enviroment)
- Xena[7] (xml Electronic Normalising for archvies)

## Instal·lació i configuració

### Requisits
Jhove utilitza el tipus d'escriptura que ofereix el llenguatge Java (programari orientat a objectes amb camps) per ajustar-se a Java 2 Platform, Standadr edition (J2SE) 1.5 això és necessari per al correcte funcionament del programari, per tant pot ser utilitzat en qualsevol plataforma OS X Windows u Unix.

### Instal·lació
A través de la pàgina JHOVE Web Site ofereix un tutorial molt complert on detallen els passos a seguir per aconseguir una instal·lació correcte pel funcionament del programari, la clau esta en el directori principal Jhove, donen una sèrie d'exemples indicant la còpia de la plantilla de script controlador Jhove
Per una instal·lació bàsica de Jhove 1.11 es pot baixar el fitxer Jhove 1.11 de SourceForge per després descomprimir-ho
Seguidament els fitxers descomprimits s'enviaran a un directori que deixi escriure la instrucció següent:
«C:\ Program Files»

### Configuració
En el cas que es tingui el prgormari de Windows 7 sera nececessari la configuració de Java, els passos a seguir es poden visualitzar a través del següent enllaç Tutorial instal·lar Java (JDK) en windows 7.
Quant a la configuració de Jhove cal localitzar el fitxer jhove.conf a través de la carpeta \ Jhove \ conf,
- Boto dret editar i localitzar l'element <jhoveHome>, ubicació per jhove per exemple en el directori C:\Program Files\jhove afegir <jhoveHome>, per tant obtindrem el següent resultat <jhoveHome>”C:\Program Files\jhove”</jhoveHome>
- Continuació es localitzarà l'element <tempDirectory> en el fitxer jhove.conf, aquesta vegada a través de la carpeta \ Temp del sistema Windows introduirem el path (ruta en anglès) de la carpeta \ Temp i el resultat sera el següent <tempDirectory>C:\Users\preserva\AppData\Local\Temp</tempDirectory>
- Guardar el fitxer sense fer canvis, i localitzar el fitxer jhove_bat.tmpl en la carpeta \ jhove s'enganxara el contingut i s'anirà a cercar JHOVE_HOME, definir el path a través d'aquesta definició JHOVE_HOME="C:\Program Files\jhove"
- En el mateix fitxer es pot localitzar l'element JAVA_HOME per definir el path del directori jre de Java es desplaça la carpeta on la seva ubicació estara en aquesta ruta. C:\Program Files\jhove

Una vegada instal·lat i configurat Jhove, es trobarà els diversos mòduls i formats dels gestors de sortida, una vegada es demana que Jhove es posi a treballar es dona l'opció de fer les especificacions amb format xml, tenim en la distribució inicial els següents mòduls estàndard.
- AIFF
- ASCII
- BYTESTREAM[11]
- GIF
- HTML
- JPEG[12]
- JPEG 2000[13]
- PDF
- UTF-8

També informen des de JHOVE Web Site que està subjecte a la llicència GNU Lesser General Public License (LGPL).